# Kecamatan Putri Betung
Kecamatan Putri Betung (indonesiska: Putri Betung) är ett distrikt i Indonesien.   Det ligger i provinsen Aceh, i den västra delen av landet, 1 500 km nordväst om huvudstaden Jakarta.